# Flipperspel

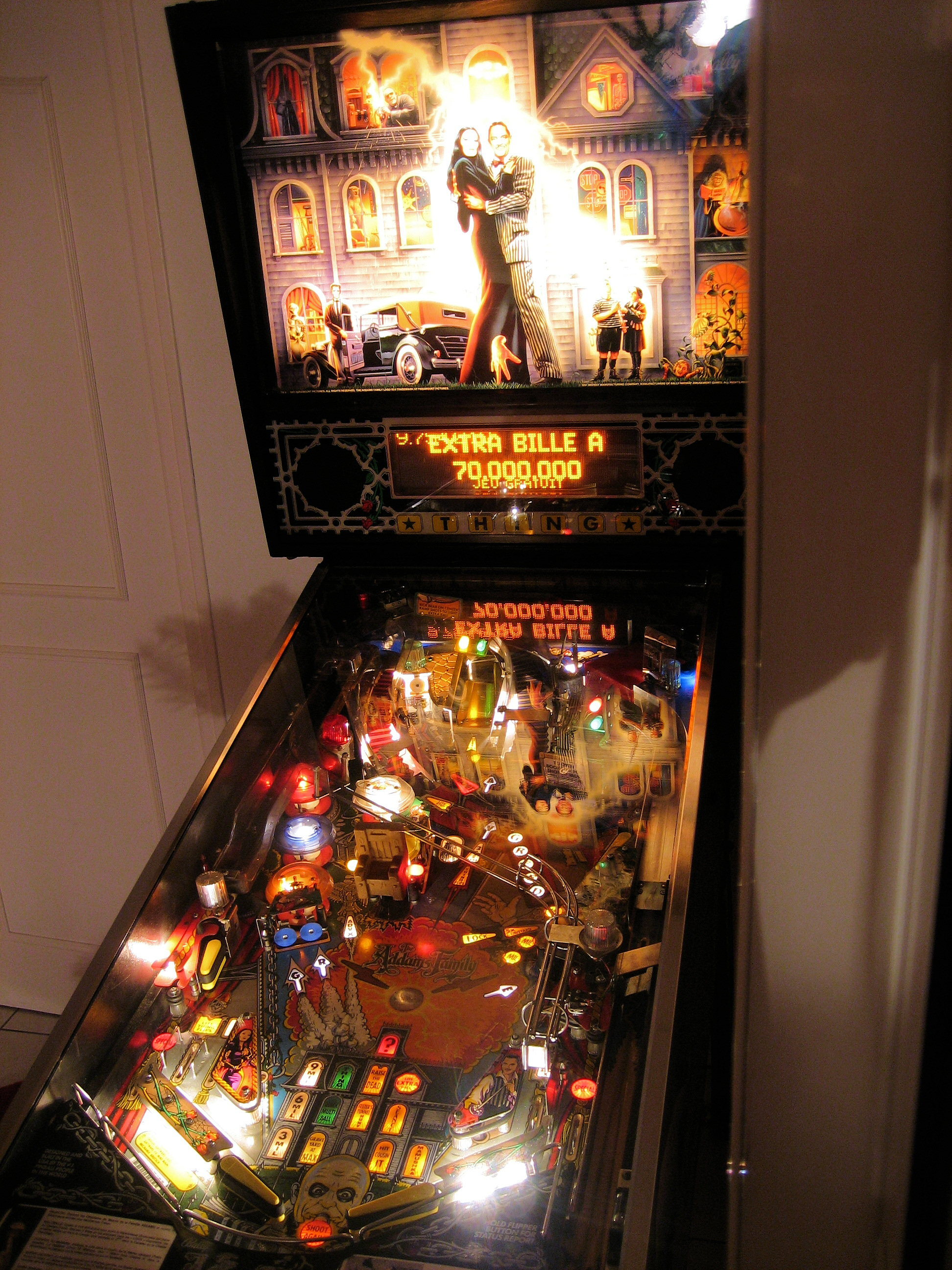
Flipperspelet The Addams Family från 1991; det mest producerade flipperspelet genom tiderna.

Flipperspel spelas i alla åldrar. Flipperhallen Malmö 1989.

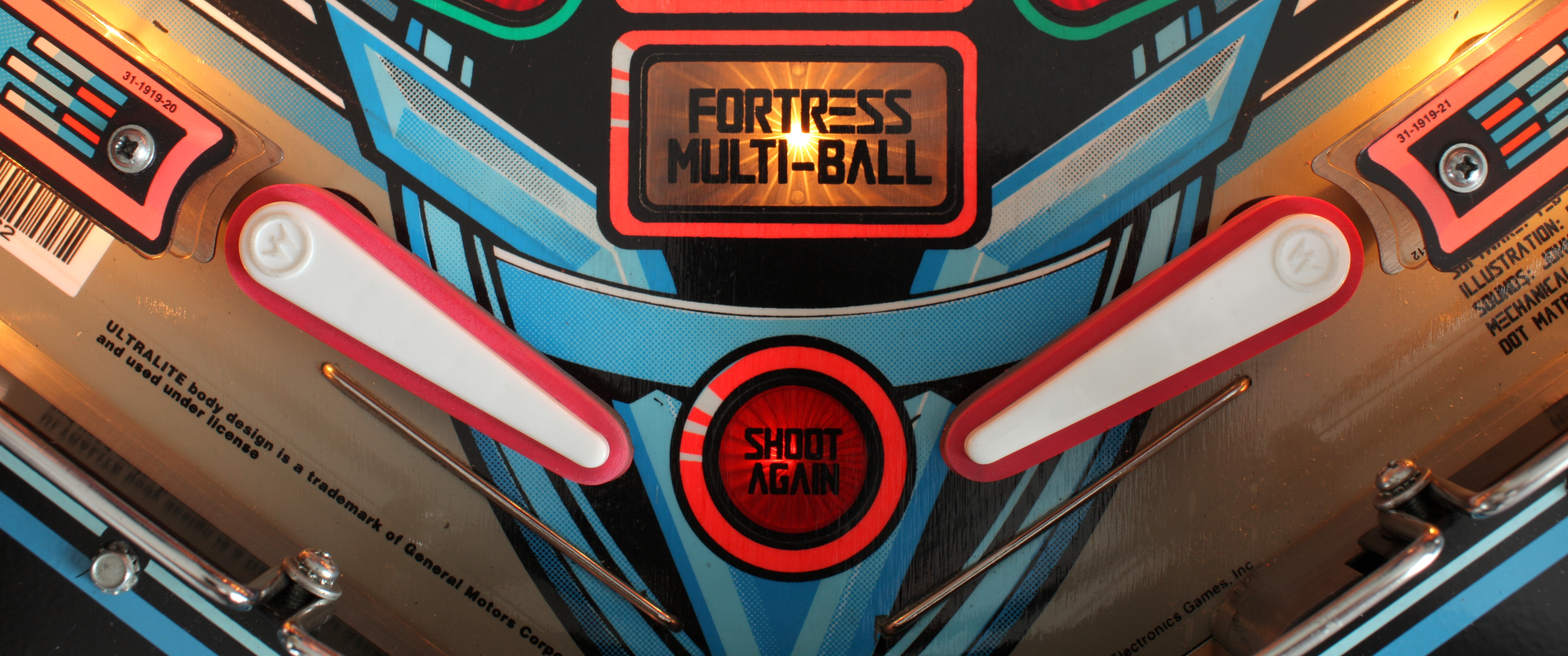
Flipprar

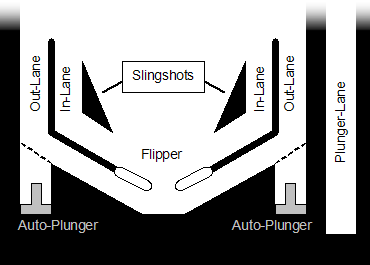
Illustration över ett typiskt flipperspel

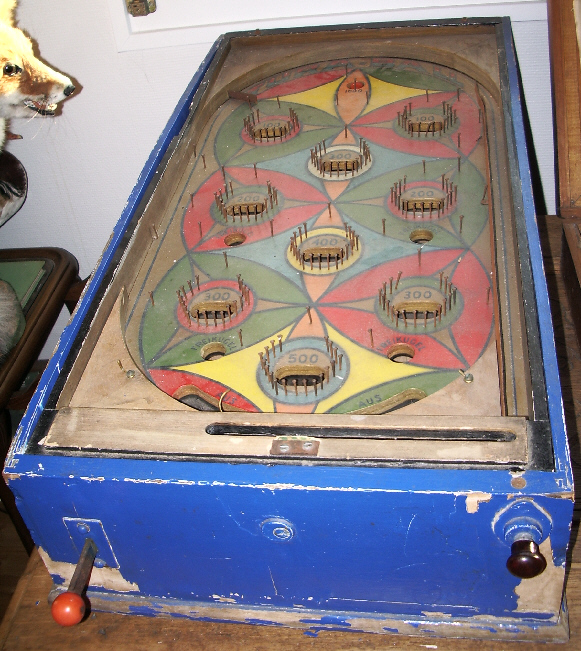
Ett flipperspel från 1948.

Ett flipperspel är ett elektromekaniskt spel som går ut på att med en (ibland fler än en) lösgående metallboll på en lutande spelyta med olika hinder och mål, få poäng genom att ändra bollens riktningar med hjälp av flipprar (även kända som paddlar). Flipprarna, som är åtminstone två stycken (på höger och vänster sida), är oftast längst ner på spelplanen och slår uppåt då spelaren trycker ned spelmaskinens knappar. Mellan dem är ett hål, och hamnar bollen där är omgången över; man kan därför se spelet som att man försöker hålla bollen i spel så länge som möjligt.

## Flippertermer
- Nudga/stöta: Att nudga (från engelskans nudge, [nʌdʒ], ungefär "knuffa" eller "stöta") innebär att man lätt stöter till flippret framifrån eller från sidorna och på så sätt manipulerar den nästintill friktionslösa flipperkulan för att komma ur farliga lägen.
- Tilt: När man skakar, slår eller flyttar på flipperspelet mer än tillåtet tiltar spelet och bollen avslutas omedelbart. På de flesta moderna spel har man implementerat tiltvarningar som varnar spelaren när den rör för mycket på spelet. Efter ett visst antal varningar (vanligtvis två) tiltar spelet.
- Slam tilt: När man trycker eller slår hårt på myntluckan framtill på flipperspelet orsakas en slam tilt, vilket avslutar bollen och ibland även hela spelet, även om man hade ospelade bollar. Det finns inga varningar för slam tilts, då de är totalförbjudna, eftersom spelet riskerar att skadas allvarligt vid hårda slag mot myntluckan.
- Inlane: En ränna till höger eller vänster om respektive flipper som rullar bollen till flippern.
- Outlane: En ränna till höger eller vänster om respektive inlane som rullar bollen genom utkanten av spelet, så att bollen förloras.
- SDTM (Straight Down The Middle, ungefär "rätt ner i mitten"): Ett läge då kulan från en viss plats på spelplanen rinner rakt ner mellan flipprarna, utan möjlighet att rädda den.

## Flipperspelens utveckling
Från början hade flipperspel ironiskt nog inga flipprar. På engelska heter flipperspel pinball, efter de allra första flipperspelen som i princip bara bestod av bollar, pinnar och hål. På den tiden var flipperspel rena turspel och man vann pengar om man träffade höga poäng. Den enda spelarinteraktionen var i princip att skjuta upp bollen med en plunger.
Med tiden tillkom dock flipprar och spelet började handla mer om skicklighet än om tur. Man började byta ut pengavinster mot gratisspel och/eller extrabollar när man spelade bra. Flipperspel förbjöds i New York någon gång på 1940-talet och förblev förbjudet fram till 1976, då förbudet hävdes av Roger Sharpe som tog upp saken i rätten och inför juryn bevisade att flipperspel handlar om skicklighet och inte om tur.
De flesta spelen är märkta med "förströelsespel", främst för att legitimera spelandet av dem. Dock finns det på de flesta spelställena åldersgränser för flipperspel; gränserna ligger oftast på 16 eller 18 år.[källa behövs]
Ett liknande äldre sällskapsspel och leksak är Fortunaspel, varför flipperspel ibland kallas för elektrisk Fortuna.

### Världsrekordet
Världens genom tiderna mest populära flipperspel blev Familjen Addams, det lanserades 1992 i USA och blev även i Sverige en stor succé, även det flipperspelet som sålts mest i Sverige. Egentligen var det som alltid flipperspelets nummer ett på marknaden, Bally, som låg bakom, företaget hade köpts av Midway 1969. Midway var en amerikansk koncern som producerade arkadspel och sedermera PC-spel. Midway som grundades 1958 gick i konkurs år 2010. Dock finns Bally kvar som ett eget varumärke idag inom spelindustrin.

### Pinball 2000
Världens – på den tiden största – tillverkare av elektromekaniska spel, Williams, hade under en tid börjat förlora intäkter från flipperspelsutvecklingen. Man beslutade att man måste göra någonting åt saken och hotade utvecklarna med att lägga ner verksamheten om man inte kom på någonting nytt och spännande snart. Utvecklarna jobbade under en lång tid med att komma fram med en revolutionerande nyhet inom flipperspelsvärlden, som kom att heta Pinball 2000. Pinball 2000 använde sig av en TV-skärm i maskinen vars bilder reflekterades mot glasytan över spelplanen för att ge bilden av att man skjuter på saker som rör sig på spelplanen.
Det första spelet som använde tekniken hette Revenge From Mars (uppföljaren till det numera legendariska spelet Attack From Mars) och blev en stor succé bland flipperentusiaster. Det andra Pinball 2000-spelet som tillverkades, Star Wars Episode I, blev dock en större flopp än vad någon hade räknat med, p.g.a. licensproblem involverande George Lucas, som gjorde att spelet kom ut mycket senare än planerat. I och med det lade Williams ner tillverkningen av flipperspel för att helt satsa på dobbelmaskiner som erbjöd exempelvis videopoker.
De största flipperföretagen idag är Stern Pinball, Chicago Gaming Company och Jersey Jack Pinball.

## Speltekniker

### Nudge
Det finns en mängd olika sätt att manipulera spelet och kulan på för att få rundan att gå bättre. Den vanligaste tekniken kallas nudging (eller på svengelska nudga) och innebär att man helt enkelt stöter till spelet med händerna för att få kulan ur ett farligt läge, exempelvis då den är på väg att rinna ut genom en outlane. Erfarna flipperspelare nudgar väldigt ofta efter ett missat skott, då de kan se ungefär hur och var kulan kommer att studsa och kan på så sätt nästan fullständigt undvika risken att förlora kulor genom en outlane.

### Slap save
En slap save (ungefär "daskräddning") innebär att man snabbt slår på ena sidan av spelet samtidigt som man trycker på flipperknappen på samma sida för att precis nå ut till kulan med flippern. Oftast sker slap saves genom att snabbt slå på ena sidan och sedan på andra, vilket ger en något större räckvidd för flipprarna in mot mitten av dem. Slår man för hårt vid en slap save riskerar man dock att tilta spelet, speciellt på tiltkänsliga inställningar som ofta används vid större tävlingar; ofta ger då slap saves åtminstone en tiltvarning.

### Chill manoeuver
På vissa flipperspel sitter det en liten pinne (ofta i metall, men med en liten gummiring som gör det möjligt att studsa) mellan flipprarna som kan rädda kulan från att rinna ut. Erfarna spelare kan utnyttja detta genom att helt enkelt låta flipprarna vila och låta kulan studsa på pinnen för att sedan förhoppningsvis hamna inom räckhåll för någon av flipprarna. Misslyckas man med en chill manoeuver är risken väldigt stor att man förlorar kulan.

### Bounce pass
När kulan rullar mot den ena flippern i en passande vinkel kan man använda sig av bounce pass, som innebär att man helt enkelt låter kulan studsa från den ena flippern till den andra, för att satsa på ett bra skott från den andra flippern. Tillfällen då det är bra att använda manövern är exempelvis om man måste träffa en ramp på höger sida av planen men kulan kommer mot höger flipper, varifrån man inte kan träffa rampen.

### Drop catch
En drop catch är att möta en rullande kula med en flipper och precis när kulan nuddar släppa flippern för att på så sätt stanna kulan istället för att skjuta iväg den med en gång. Detta kan dock enbart göras när den kommer ur en passande vinkel – annars kan kulan istället få full fart nedför flippern och mot hålet mellan flipprarna.
Mer information om flipper i allmänhet och flipper i Sverige i synnerhet går att finna i boken "Sätta skott: en årsbok om och kring svenskt flipper" av Hans Andersson.

## Tävlingar
Varje år arrangeras en stor mängd tävlingar av flipperentusiaster världen över. Högst prestige har PAPA (Professional/Amateur Pinball Association) World Championship som årligen hålls i Carnegie utanför Pittsburgh. 2006 instiftade IFPA (International Flipper Pinball Association) en världsranking kallad WPPR (World Pinball Player Ranking), där resultat i tävlingar byggde upp ett internationellt rankingsystem. Antalet nationella och internationella flippertävlingar ökar ständigt år från år. 
2008 återuppstod IFPA World Pinball Championship som numera är ett alternativt VM med 64 inbjudna spelare från World Pinball Player Ranking. Tävlingen är menad att spelas vartannat år i USA och vartannat år i Europa. 2008 spelades första IFPA World Pinball Championship i Las Vegas på Pinball Hall of fame. 2009 stod England som värd för tävlingen. 2010 var det åter USA som var värd för tävlingen och 2011 genomfördes den i Vårgårda i Sverige och arrangerades av flipperspelare- och samlare från Alingsås.

### Sverige
Under 90-talet hölls ett par SM i flipper, varav den sista gick av stapeln 1996. Efter det dröjde nästa SM till 2003 då medlemmar ur Svenska Flippersällskapet började arrangera mästerskapet på årlig basis. Tävlingen hålls normalt sett i slutet av året.
Ett stort antal lokala flipperföreningar i landet arrangerar månatliga tävlingar, vars resultat inkluderas i världsrankingen. Flera av dessa föreningar har arrangerat större tävlingar årligen, varav några av de största utöver SM är eller har varit:
- Balacs Pinball Party (Alingsås) - februari
- Stockholm Pinball Open (Stockholm) - hålls vanligen i juni
- Pinball Masters Open (Lidköping) - juli
- Borås Pinball Open (Borås) - september

#### Sverige som flippernation
Sverige är ett relativt stort flipperland, trots att antalet utställda spel har minskat drastiskt sedan tidigt 1990-tal. Sverige brukar anses ha det näst bästa flipperlandslaget efter USA och på världsrankingen återfinns i juli 2014 ett 20-tal svenskar bland de 150 främsta spelarna varav 3 inom top-10.
Störst framgångar har Jorian Engelbrektsson (känd som JOE) från Falun, numera bosatt i Stockholm haft. 2007 blev han den förste icke-amerikanen att vinna prestigefyllda PAPA World Championship efter att ha besegrat amerikanerna Bowen Kerins (tvåfaldig världsmästare), Dave Stewart och John Kosmal i alla tre spel som spelades i finalen (Dr. Who, Twilight Zone och The Simpsons Pinball Party). Han gick därmed ut med 12 poäng av 12 möjliga. Vinsten renderade en del uppmärksamhet för sporten i svenska medier. Jorian är även femfaldig svensk mästare (2007, 2008, 2011, 2012, 2013), fyrfaldig europamästare (2008, 2013, 2015, 2016) samt har varit etta på världsrankingen.
Jörgen Holm (känd som IFK) från Stockholm vann 2013 IFPA World Championship. Jörgen blev svensk mästare i Main 2004, 2009 samt Classic 2014, 2016. Han har även blivit europamästare fem gånger, Lag 2005, 2013, 2016 samt Classic division 2008, 2010.